# Vilhelm Rasmussen
Niels Jørgen David Vilhelm Rasmussen, född 31 juli 1869 i Ullerslev, död 4 augusti 1939, var en dansk skolman och politiker.
Rasmussen tog 1894 skolämbetsexamen i geografi och naturhistoria, var 1891–1907 anställd vid De forenede Kirkeskoler, 1907–19 vid Frederiksbergs skolväsende och 1919–24 som rektor vid Sundby gymnasium på Amager. År 1924 utnämndes han till föreståndare för Statens Lærerhøjskole.
Rasmussen påverkade skolans utveckling, dels genom mindre avhandlingar, dels genom de även på främmande språk spridda barnpsykologiska skrifterna Barnets sjælelige Udvikling (1913), Børnehavebarnet (1918), Forskolebarnet (1921), Et Barns Dagbog (1922) och Mellemskolebarnet (1925).
Förutom ett par skolböcker och de mindre handböckerna Japan (andra upplagan 1919) och Kina (1923) utgav Rasmussen Naturstudiet i Skolen (1909), en handbok för lärare, Menneskets Udvikling (1911), Geografiens Grundsætninger (1902, ny upplaga 1925 under titeln Almindelig Geografi).
Som föreståndare för lärarhögskolan utökade Rasmussen denna med en avdelning förskollärare, liksom han hade
utökat lärarutbildningen till att omfatta undervisningsövningar, dels i gymnasier, dels i kommunala skolor. Han var även verksam inom socialdemokratin och invaldes 1915 i Folketinget.